# 定襄郡
定襄郡（ていじょう-ぐん）は、中国にかつて存在した郡。漢代から唐代にかけて、現在の内モンゴル自治区フフホト市一帯に設置された。

## 概要
漢の高祖のとき、雲中郡を分割して、定襄郡が置かれた。定襄郡は并州に属し、成楽・桐過・都武・武進・襄陰・武皋・駱・安陶・武成・武要・定襄・復陸の12県を管轄した。王莽のとき、得降郡と改称された。
後漢が建てられると、定襄郡の称にもどされた。定襄郡は善無・桐過・武成・駱・中陵の5県を管轄した。
215年（後漢の建安20年）、曹操が雲中・定襄・五原・朔方の4郡を県と改め、4県を管轄する新興郡を立てた。
晋の恵帝のとき、新興郡は晋昌郡と改称された。304年（永興元年）、劉淵が漢王を称して自立すると、并州全域を漢（後の前趙）が掌握した。劉曜が都を長安に移すと、平陽以東の地は石勒に掌握され、朔方に朔州が置かれた。
585年（隋の開皇5年）、雲州総管府が置かれた。605年（大業元年）、総管府が廃止された。607年（大業3年）に州が廃止されて郡が置かれると、雲州は定襄郡と改称された。大利1県を管轄した。
621年（武徳4年）、唐が劉武周を平定すると、定襄郡は廃止され、朔州に編入された。いっぽう隋の楼煩郡秀容県を前身とする忻州があり、この忻州が742年（天宝元年）に定襄郡と改称された。758年（乾元元年）、定襄郡は忻州と改称され、定襄郡の呼称は姿を消した。